# NGC 860
NGC 860 este o galaxie eliptică situată în constelația Triunghiul. A fost descoperită în 18 septembrie 1871 de către Édouard Stephan⁠(d). Se află la o distanță de 400.000.000 al de Pământ.